# Paul Madsack

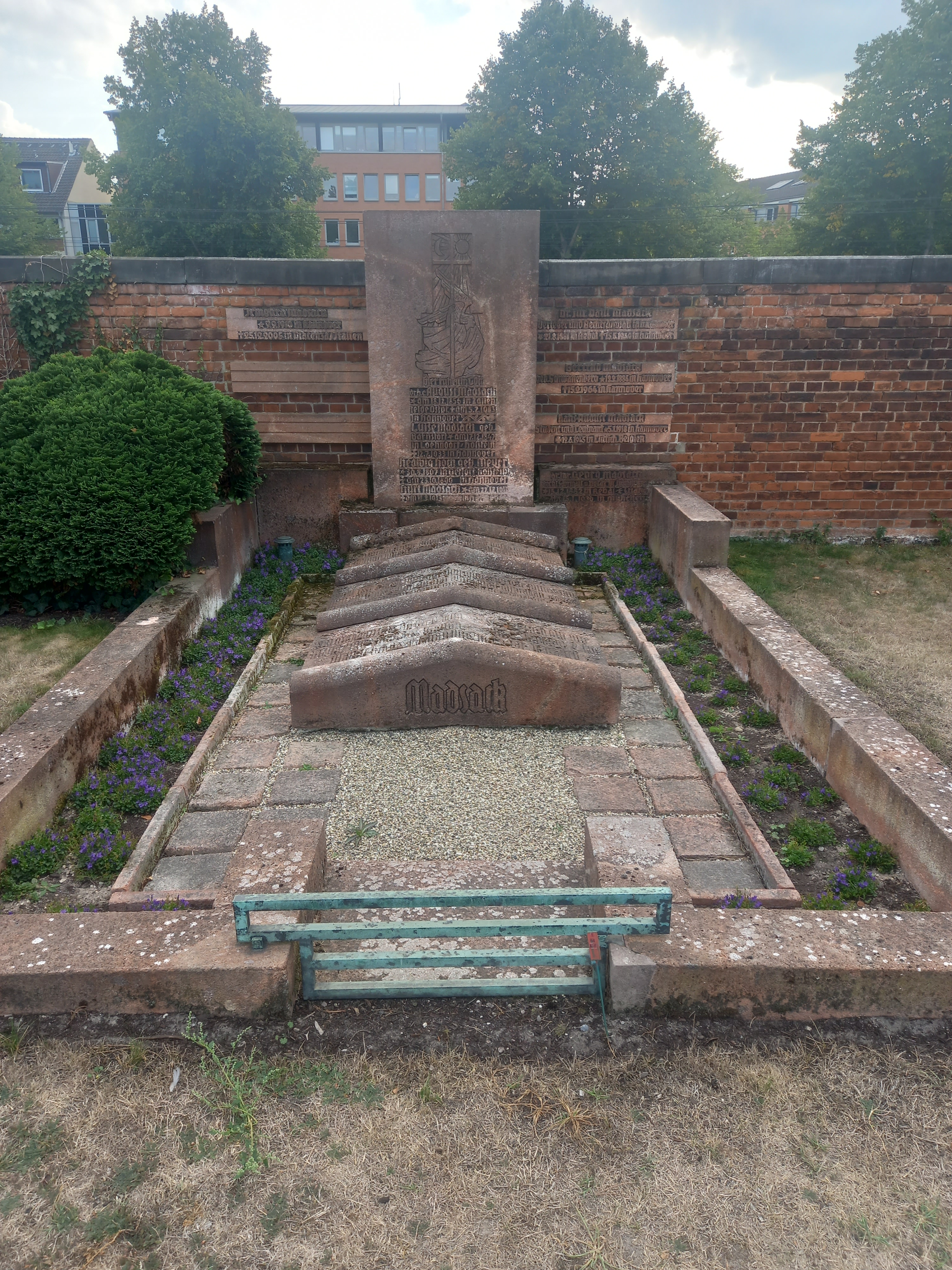
Das Grab von Paul Madsack (Inschrift oben rechts) im Familiengrab auf dem Stadtfriedhof Stöcken in Hannover

Paul Madsack (* 21. August 1881 in Reval, Russisches Kaiserreich; † am 13. Mai oder 15. Mai 1949 in Hannover) war ein deutscher Journalist, Maler, Schriftsteller und Jurist.

## Leben
Paul Madsack wurde zur Zeit des Deutschen Kaiserreichs als Sohn des Zeitungsverlegers August Madsack in Reval geboren. Er wuchs weitestgehend in Hannover auf. Er war der ältere Bruder von Erich Madsack.
Er besuchte das Lyzeum II, das heutige Goethegymnasium, und studierte nach dem Abitur Rechtswissenschaften an der Universität München, der Universität Bonn, der Universität Heidelberg sowie an der Georg-August-Universität in Göttingen. In Heidelberg war er Mitglied des Corps Suevia. Nach Referendariat und Promotion zum Dr. jur. wurde er zunächst als Richter am Landgericht Hannover tätig sowie als Rechtsanwalt für die Firma seines Vaters.
Madsack begann zusätzlich eine Ausbildung zum Kunstmaler in Fischerhude und Worpswede und schloss diese im Jahr 1913 in Paris ab. Um diese Zeit freundete er sich mit dem Künstler Otto Modersohn an.
Während des Ersten Weltkrieges diente Madsack als Soldat in Frankreich und Spanien, wo er sich aber auch „intensiv der Malerei widmen“ konnte. Zum Kriegsende geriet er in französische Kriegsgefangenschaft und wurde anschließend in der Schweiz interniert. Seine Kriegserlebnisse schilderte er in dem 1918 erschienenen ersten Buch Vae victis ….
1926 wurde Madsack Leiter des Feuilletons der von seinem Vater gegründeten Tageszeitung Hannoverscher Anzeiger. Daneben arbeitete immer wieder auch als Jurist, Schriftsteller und Maler. Seinen künstlerischen Interessen setzte Madack die höchste Priorität. So schrieb er „[…] skurrile, wenig beachtete Romane“ wie etwa 1924 Der schwarze Magier oder 1930 Die metaphysische Wachsfigur …. Sein anspruchsvollstes Werk erschien 1931 unter dem Titel Tamotua. Die Stadt der Zukunft. Die Illustrationen zu seinen Werken schuf Madsacks Freund Alfred Kubin. Seine Bilder wurden 1926 und 1931 auf Ausstellungen in der Kestnergesellschaft gezeigt.
Auch nach der Machtübergabe an die Nationalsozialisten blieb Madsack Feuilleton-Chef des Hannoverschen Anzeigers. Nach dem Ende der Mitgliederaufnahmesperre beantragte er am 9. Juni 1937 die Aufnahme in die NSDAP und wurde rückwirkend zum 1. Mai desselben Jahres aufgenommen (Mitgliedsnummer 4.607.624). Er war auch zeitweise förderndes Mitglied der SS. Im März 1943 wurde der Anzeiger mit der Niedersächsischen Tageszeitung (Kampfblatt für den Nationalsozialismus) fusioniert.
Paul Madsack starb 1949 in Hannover und wurde in dem Familiengrab auf dem Stadtfriedhof Stöcken beigesetzt.

Buch Vae Victis (1918)
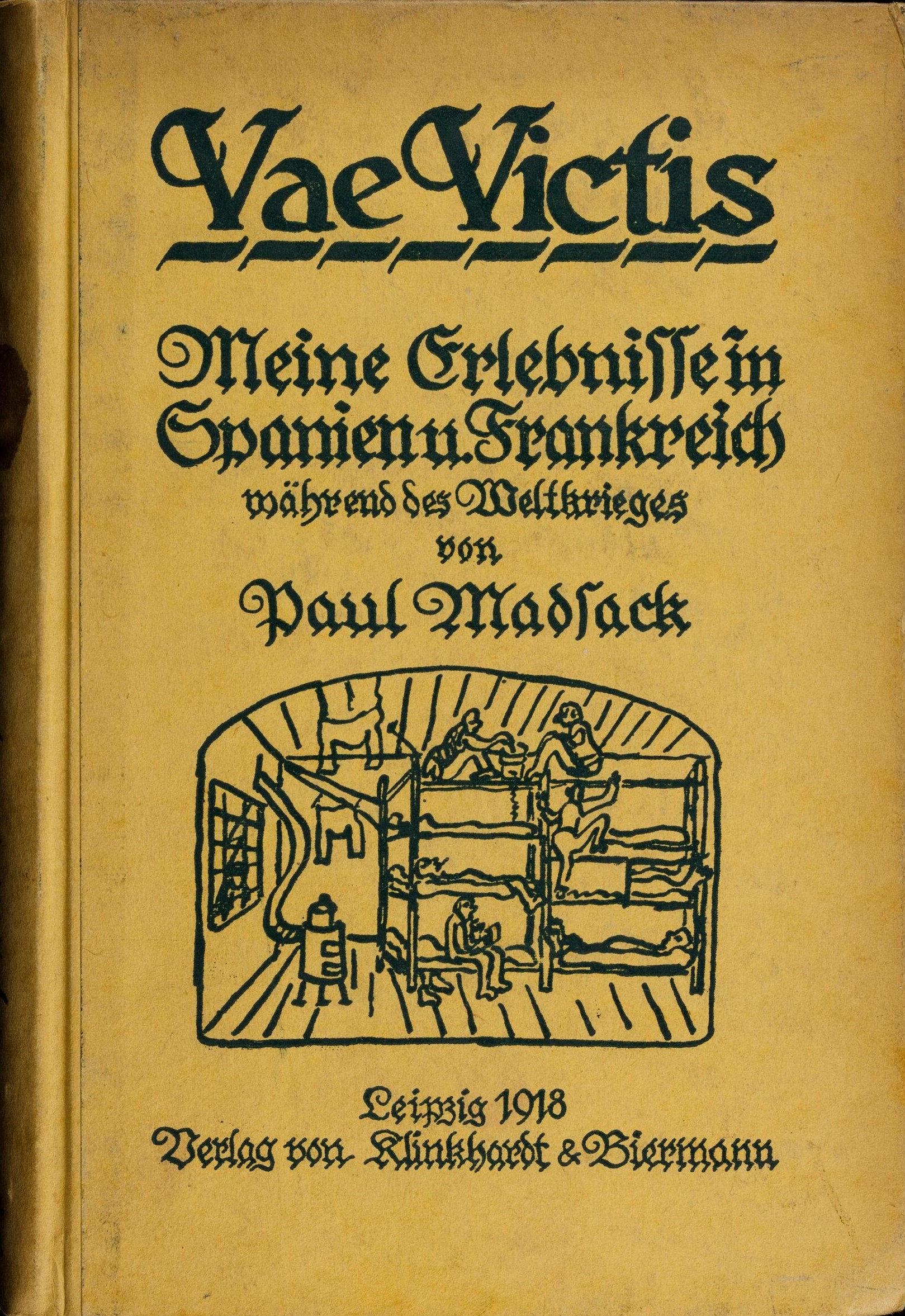
Bucheinband
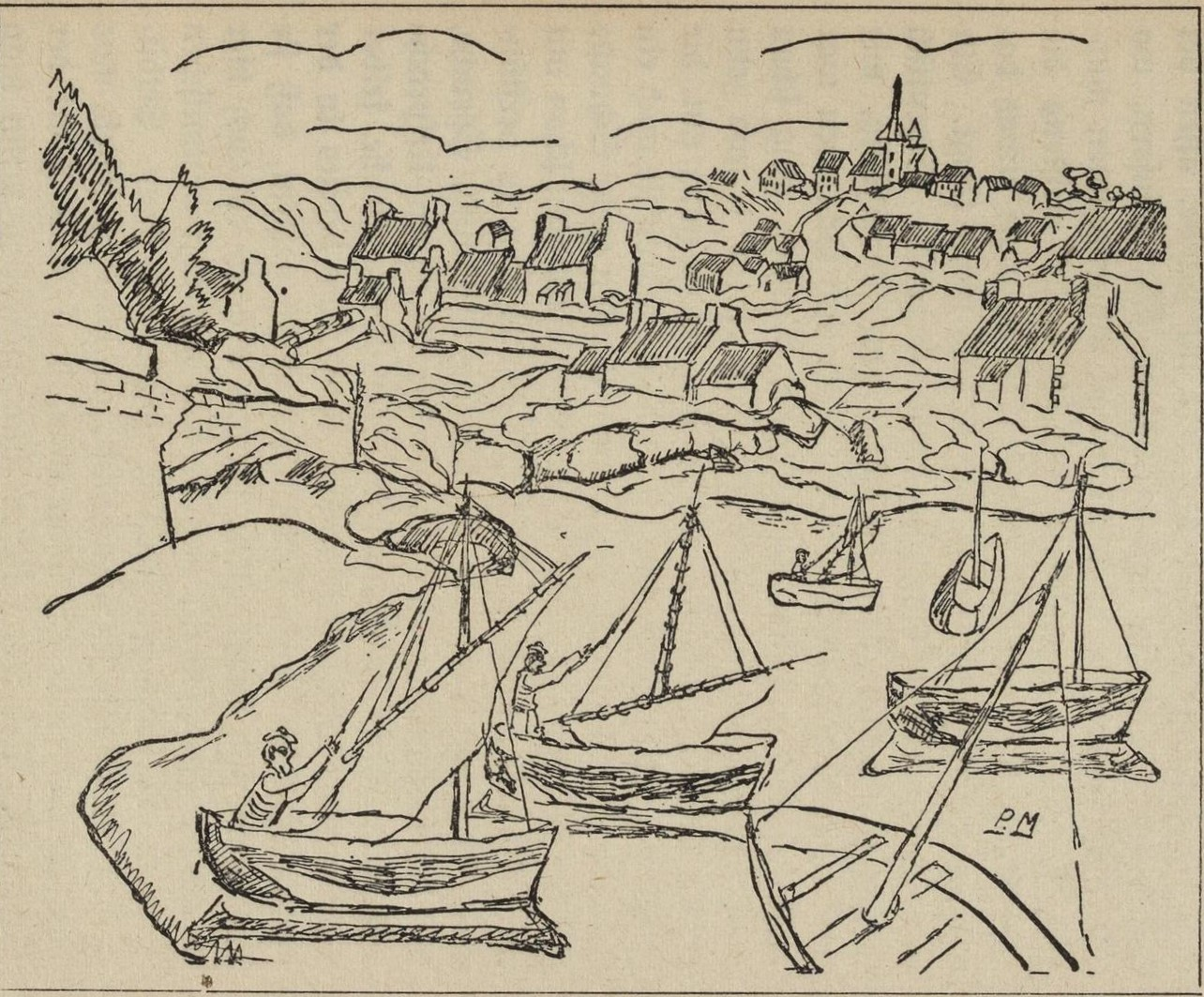
Buchillustration: Hafen von Ploumanac’h
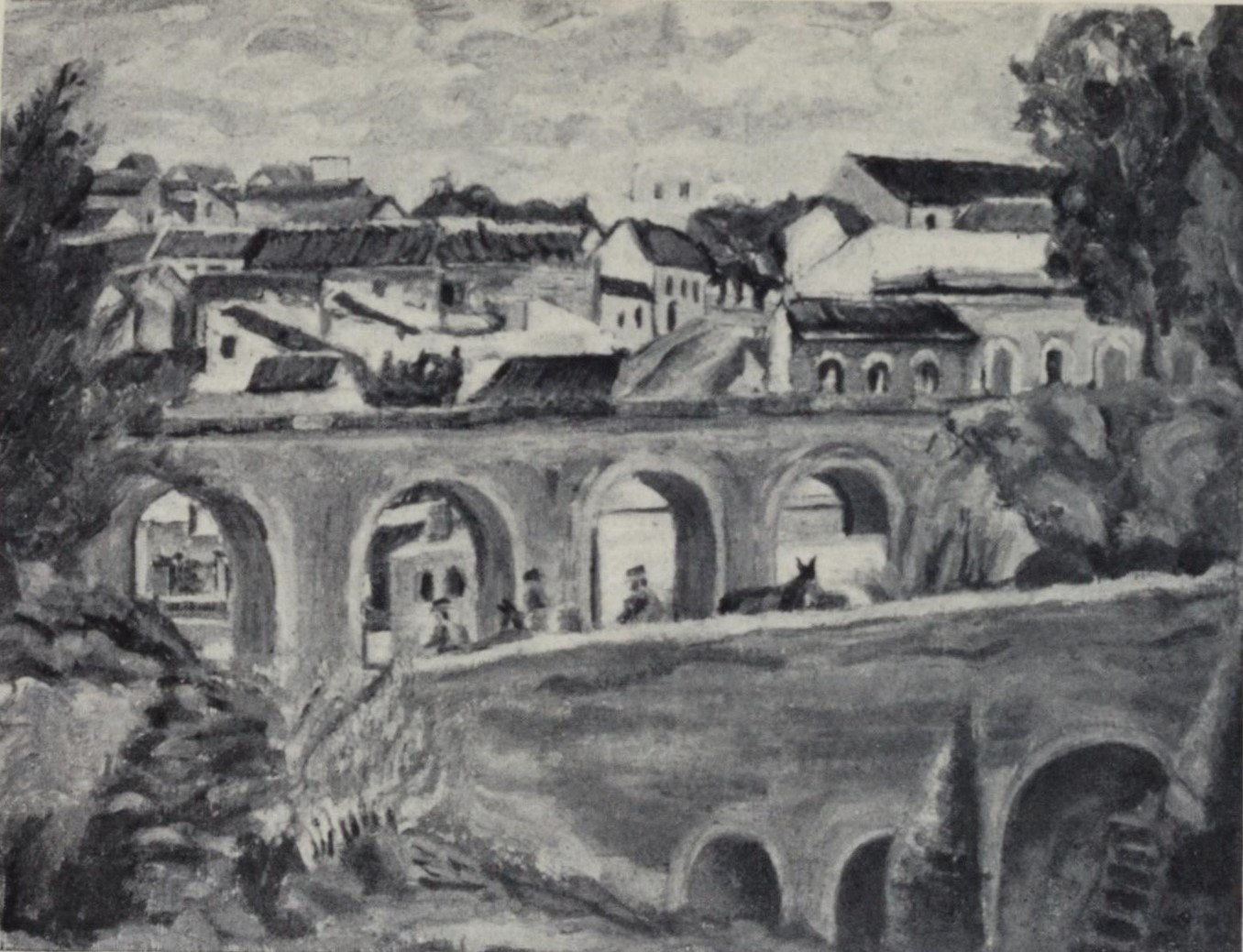
Buchillustration:Brücke über den Guadaíra
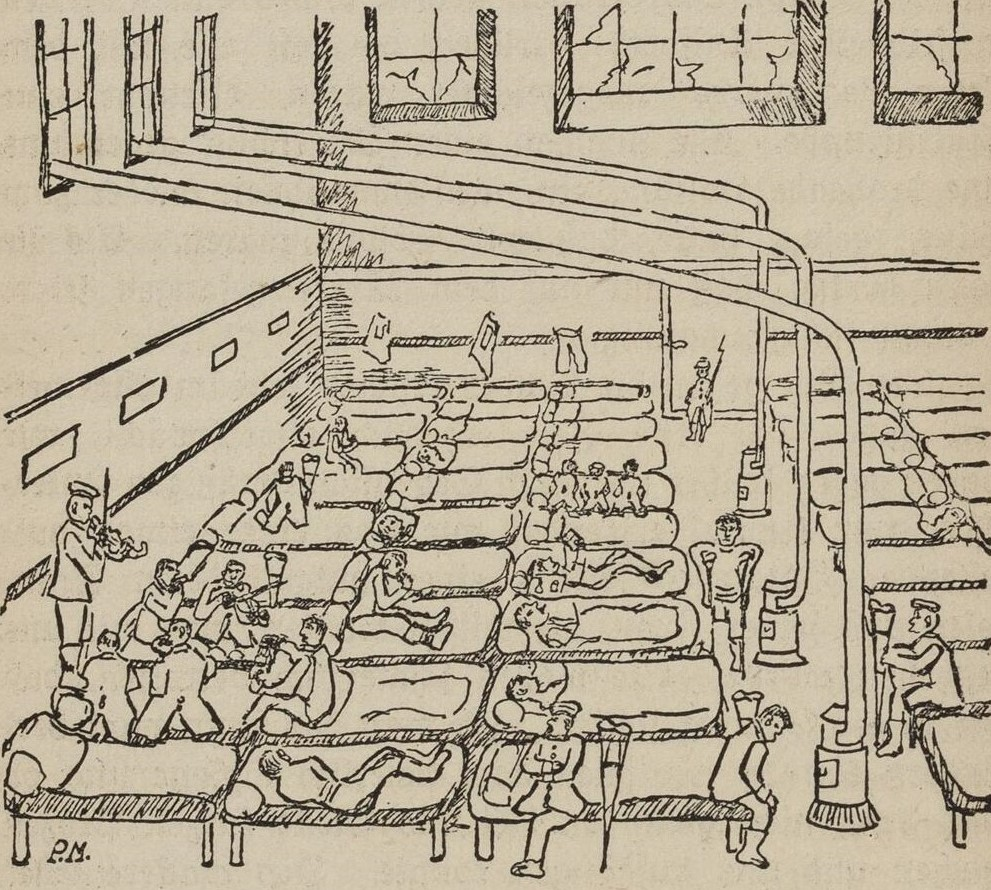
Buchillustration:Gefangenschaft in Lyon

## Schriften (Auswahl)
- Vae victis. Meine Erlebnisse in Spanien und Frankreich während des Weltkrieges. 268 Seiten mit Zeichnungen und 4 Abbildungen, Teil der Weltkriegssammlung der Deutschen Bücherei. Klinkhardt & Biermann, Leipzig 1918; Inhaltsverzeichnis
- Der schwarze Magier. Ein Roman in Schwarz und Weiss. [J. G.] Holzwarth, Bad Rothenfelde 1924.
- Die metaphysische Wachsfigur oder Auf Geisterfang mit Sir Arthur Doyle. Eine magische Groteske. Mit 32 eingedruckten Zeichnungen von Alfred Kubin. Georg Müller, München 1930 [Ausgabe 1929].
- Tamotua. Die Stadt der Zukunft. Roman. Mit 36 Zeichnungen von Alfred Kubin. Georg Müller, München 1931 [Ausgabe 1930].